# Bezugsobjekt
Als Bezugsobjekt (oder Kostenobjekt; englisch cost object) wird in der betriebswirtschaftlichen Kostenrechnung ein abstraktes Objekt verstanden, dem Kosten gegenübergestellt oder zugeordnet werden können. 
Bezugsgrößen sind qualitativ, quantitativ, räumlich und/oder zeitlich abgegrenzte Größen, der bestimmte Kosten, Erlöse, Mengenverbräuche und andere Größen gegenübergestellt werden. Bezugsobjekte dienen insbesondere als Maßgröße der Kostenverursachung in den Kostenstellen (Costcenter, Profitcenter, Servicecenter) für die wichtigsten Kostenbestimmungsfaktoren.

## Arten
Als Bezugsobjekte fungieren die Hauptkostenstellen, Nebenkostenstellen und Hilfskostenstellen oder Kostenträger (Produkte oder Dienstleistungen). Auch Costcenter, Profitcenter oder Servicecenter können als Bezugsobjekte herangezogen werden. Für die Hauptkostenstellen werden Kostensätze berechnet, indem die Kosten zu einem Leistungsmaßstab, dem so genannten Bezugsobjekt, ins Verhältnis gesetzt werden.

## Wirtschaftliche Aspekte
Als Bezugsobjekte dienen hergestellte Stückzahlen, Fertigungszeiten, Maschinenlaufzeiten, Fertigungseinzelkosten, Fertigungslohn oder die Arbeitszeit des Personals. Um eine für viele Unternehmensarten durchgängige, eindimensionale Kostenzurechnung zu erreichen, wird oft die Beschäftigung als einzige Kosteneinflussgröße betrachtet. Auch die Verkaufsfläche kann im Handel als Bezugsobjekt dienen (Umsatzerlös pro m2 Verkaufsfläche). 
Können Kosten einem Bezugsobjekt direkt zugerechnet werden, sind es Einzelkosten, alle übrigen gehören zu den Gemeinkosten.